# Roma Open 2014 (dobles masculino)

## Presentación previa
La pareja alemana Andre Begemann y Martin Emmrich fueron los campeones defensores, pero decidieron no participar en esta edición.
La pareja formada por el moldavo Radu Albot y el neozelandés Artem Sitak ganaron el título, derrotando en la final a la pareja italiana Andrea Arnaboldi/Flavio Cipolla por 4-6, 6-2 y 11-9.